# Gonzalo Verón
Gonzalo Verón est un footballeur argentin né le 24 décembre 1989 à Buenos Aires. Il évolue au poste de milieu offensif.

## Biographie
Le 4 août 2015, Verón est transféré en MLS aux Red Bulls de New York pour un montant de 2,2 millions de dollars. Il a ainsi le statut de joueur désigné.

## Palmarès
- Vainqueur du Tournoi Inicial en 2013 avec San Lorenzo
- Vainqueur de la Copa Libertadores en 2014 avec San Lorenzo
- Finaliste de la Recopa Sudamericana en 2015 avec San Lorenzo
- Finaliste de la US Open Cup en 2017 avec les Red Bulls de New York